# Hubert Barwahser
Hubert Barwahser (* 28. September 1906 in Herzogenrath; † 29. April 1985 in Zwolle/Provinz Overijssel) war ein niederländischer Flötist und Musikpädagoge deutscher Herkunft.

## Leben und Wirken
Barwahser zeigte schon in seiner Kindheit Interesse an der Flöte und spielte ab dem zehnten Lebensjahr in Fanfaren-, Harmonie- und Kinoorchestern seiner Heimatstadt. Seine eigentliche Ausbildung begann er in Aachen bei Emil Delling, dem Soloflötisten im Orchester der Aachener Oper. Ab 1923 studierte er bei Wilhelm Tieftrunk in Hamburg. Zugleich war er Flötist an der Hamburger Volksoper und ab 1926 bei den Hamburger Philharmonikern unter Karl Muck.
1935 hatte er Gelegenheit, Willem Mengelberg in Amsterdam vorzuspielen und wurde darauf zum 1. Januar 1936 Erster Flötist des Concertgebouw-Orchesters. Bei Ausbruch des Zweiten Weltkrieges wurde er zur Wehrmacht eingezogen, tauchte aber später unter dem falschen Namen van der Meer in Zaandam unter, wo er bis zum Ende des Krieges blieb. Da ihm zunächst Sympathien für das Dritte Reich unterstellt wurden, konnte er erst 1946 nach seiner Rehabilitierung in das Concertgebouw-Orchester zurückkehren, dem er dann bis Ende 1971 angehörte. Mit dem Orchester hatte er Auftritte unter den Dirigenten des Hauses Mengelberg, Eduard van Beinum, Eugen Jochum und Bernard Haitink und unter Gastdirigenten wie Pierre Monteux, Otto Klemperer und Bruno Walter.
Als Solist hatte er internationale Erfolge mit seiner Interpretation der Flötenwerke Mozarts, Haydns und Quantz’. Als Kammermusiker war er u. a. Mitglied des Concertgebouw Quintet und bildete ein Duo mit der Harfenistin Phia Berghout, das zwanzig Jahre lang bis 1972 bestand, und für das niederländische Komponisten wie Sem Dresden, Marius Flothuis, Lex van Delden, Henk Badings, Hendrik und Jurriaan Andriessen und Hans Henkemans Werke schrieben. Als Solist und Kammermusiker nahm Barwahser mehr als dreißig Alben auf.
Als Lehrer wirkte Barwahser am Conservatorium van Amsterdam und am Rotterdams Conservatorium. Nach dem Ende seiner aktiven Laufbahn lebte er in Hessum, wo er von 1973 bis 1980 die christliche Musikvereinigung Excelsior leitete. Daneben spielte er in regionalen Amateurensembles Cello.